# Laberint ossi
El laberint ossi o capsula laberíntica és la paret externa, rígida i òssia de l'orella interna a l'os temporal. Es compon de tres parts: el vestíbul, els conductes semicirculars i la còclea. Aquests elements són cavitats en la substància de l'os i estan revestits de periosti. Conté un fluid transparent, la perilimfa, on hi ha el laberint membranós.
Un sistema de classificació de fractures que delinea les fractures de l'os temporal detectades per tomografia computada segons l'impacte sobre la càpsula laberíntica ha demostrat la seva utilitat per predir complicacions de traumatismes de l'os temporal, com ara lesions del nervi facial, hipoacúsia neurosensorial i otorrea del líquid cefalorraquidi. En les imatges radiogràfiques, la càpsula laberíntica és la part més densa de l'os temporal.
L'otoespongiosi, una de les primeres causes d'hipoacúsia en els adults, afecta exclusivament la càpsula laberíntica. Aquesta zona no sol experimentar remodelació en l'edat adulta i és extremament densa. En l'otoespongiosi, l'os encondral, normalment dens, és substituït per os haversià, una matriu esponjosa i vascular que provoca hipoacúsia neurosensorial pels danys a la capacitat conductora dels ossicles de l'orella interna. Això se sol observar en forma d'hipodensitat en la tomografia computada. El primer element afectat és generalment la fissula ante fenestram.
En paleoantropologia, el laberint ossi és un bon indicador per distingir els neandertals dels éssers humans moderns.